# Marina Ricolfi Doria

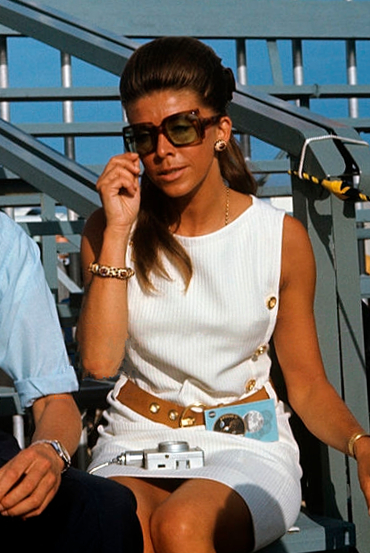
Marina Ricolfi Doria, 1969

Marina Ricolfi Doria (* 12. Februar 1935 in Genf, Schweiz) ist eine ehemalige Wasserskifahrerin. 1955 und 1957 erlangte sie vier Weltmeistertitel in verschiedenen Disziplinen. Ihr Ehemann war letzter Kronprinz von Italien und langjähriges Oberhaupt des vormaligen Königshauses von Italien, des Hauses Savoyen.

## Leben

### Beziehungen und Ehe
Marina Ricolfi Doria war Anfang der 1960er-Jahre mit Gunter Sachs in einer Liaison. Danach war sie mit Vittorio Emanuele di Savoia, dem früheren italienischen Kronprinzen, liiert. Am 15. Dezember 1969 beschloss dieser, der sich selbst zum König Vittorio Emanuele IV. proklamierte, seinen Vater, Italiens Ex-König Umberto II., als Oberhaupt des Hauses Savoyen zu entmachten und seiner Braut Marina Ricolfi Doria den Titel Herzogin von Sant'Anna di Valdieri zu verleihen. Am 7. Oktober 1971 heiratete sie, nach einer am 11. Januar 1970 vorangegangenen standesamtlichen Trauung in Las Vegas, Vittorio Emanuele kirchlich in Teheran. 1972 wurde ihr gemeinsamer Sohn Emanuele Filiberto di Savoia geboren.

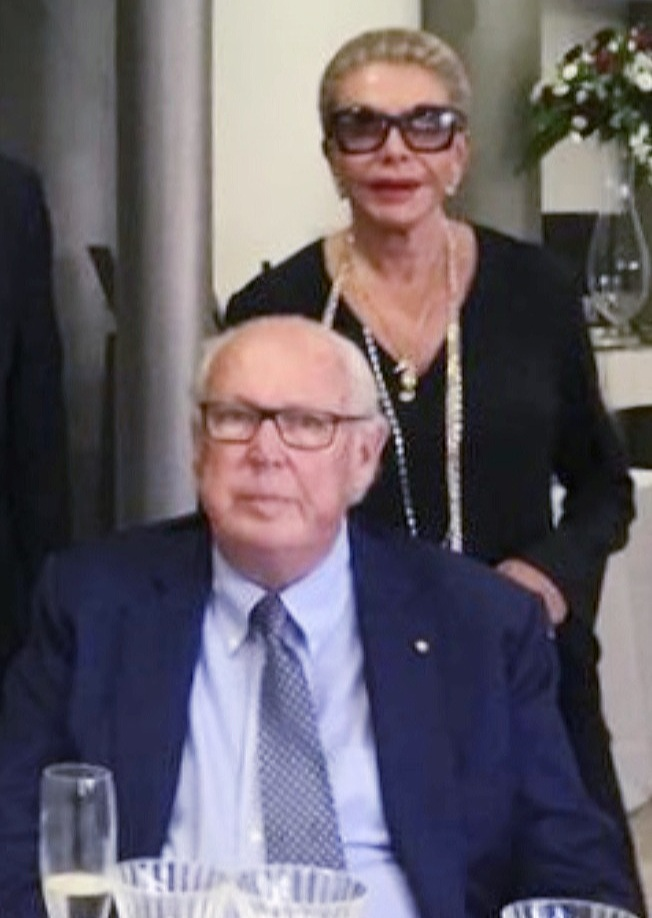
Marina und Ehemann Vittorio Emanuele, 2018

Ihr Schwiegervater Umberto di Savoia war mit der Heirat nicht einverstanden, da die Ehe nach dem Prinzip der Ebenbürtigkeit nicht dem Hausgesetz des Hauses Savoyen entsprach. Drei Jahre nach der Hochzeit stand er ihr jedoch Haus-intern den Titel einer Prinzessin von Neapel zu. Dem einzigen Enkel aus der Ehe gewährte er 1972 den Haus-internen Titel Fürst von Venetien. Nachdem ihr Ehemann Viktor Emanuel 1983 nach dem Tod seines Vaters Oberhaupt des Hauses Savoyen wurde, bestimmte er, dass sie ebenfalls den Titel Prinzessin von Savoyen tragen solle. Am 30. Januar 1984 traf ihr Ehemann als Chef des Hauses die Haus-interne Bestimmung, in der er ihr den Titel Herzogin von Savoyen, Fürstin von Neapel zuerkannte. Daneben ist sie Justizgroßkreuzdame des Konstantinordens von St. Georg.

### Herkunft
Sie ist die Tochter des Schweizer Bankiers und Großindustriellen, des Keksfabrikanten René Ricolfi-Doria (1901–1970) und der Amalia, geb. Benvenuti (1905–2004). Die Familie Ricolfi stammt ursprünglich aus Novi Ligure im Piemont und kam mit dem Großvater ihres Vaters (ihrem Urgroßvater) gegen Ende des 19. Jahrhunderts nach Genf: Am 21. Dezember 1878 wurde der Marquis Francois Adrien Ricolfi Doria (auch: Marquis Adriano Francesco Ricolfi Doria Claparède; 1841–1902) Generalkonsul der Republik San Marino für die Schweiz, in Genf residierend. Er heiratete am 27. Juni 1872 in Novi (Piemont) Eveline de Claparède (1840–1910), eine Schwester des Diplomaten Alfred de Claparède (1842–1922). Dessen Vater, ihr Ur-Urgroßvater, war Marchese Giuseppe Ricolfi Doria (1803–1875). Die Ehefrau ihres Ur-Urgroßvaters war ab 1824 die Marchesa Luigia (Luisa) Ricolfi Doria, geborene Lazotti (1804–1844). Sie lebte 1841 in Genua. Der Stammvater der Linie Ricolfi Doria war der Abt Giovanni Ricolfi, der in der Französischen Revolution den Gelübden entsagte und Geronima Angiola Maria Doria, Tochter des Francesco Agostino Doria aus einem jüngeren Zweig der berühmten Genueser Patrizierfamilie Doria, geheiratet hatte.